# Провал Лемба
Провал Лемба — явище резонансного падіння вихідної потужності газового лазера по центру лінії підсилення. Вперше був передбачений Віллісом Лембом у 1963 році.

## Теорія
Підсилення у лазерах відбувається шляхом взаємодії світлових променів із молекулами активного середовища, що характеризуються власною лінією поглинання з центром на деякій частоті {\displaystyle \omega _{0}}, яка відповідає максимуму підсилення. Але лінія підсилення газового лазера розширюється внаслідок ефекта Доплера: оскільки молекули газу перебувають у постійному русі, то для фотонів лінія поглинання виявляється зсунутою на величину, яка залежить від швидкості молекул.
Всередині лазерного резонатора світлове випромінювання розповсюджується в обох напрямках. При цьому молекула, яка має деяку швидкість {\displaystyle v_{0}}, може взаємодіяти як із зустрічним фотоном, для якого резонансний перехід буде зміщено в область більш високих частот, так і з наздоганяючим, для якого резонансний перехід зсувається до нижчих частот. Найефективніша взаємодія молекули і фотона буде в тому разі, коли частота фотона і зміщеного резонансного переходу збігатимуться. В результаті, молекули, які мають нульову проєкцію швидкості на вісь резонатора (і незміщену лінію поглинання), будуть ефективно взаємодіяти з фотонами із частотою {\displaystyle \omega _{0}}, які розповсюджують в обох напрямках і їхній спільний внесок у вихідне випромінення лазера зменшиться. Інші ж молекули газу ефективніше взаємодіятимуть лише з тими фотонами, що розповсюджуються назустріч їм. Це буде спостерігатись як падіння потужності випромінювання на центральній частоті {\displaystyle \omega _{0}} і поява двох максимумів лінії підсилення, які розташовані симетрично по відношенню до {\displaystyle \omega _{0}}. У загальному випадку положення Лембівського провалу може не збігатися з центром лінії підсилення.
Експериментально провал Лемба спостерігався у 1963 році В. Лембом, В. Беннетом та Р. Макфарлейном. Він використовується для стабілізації частоти генерації лазерів.

## Зворотний провал Лемба
У резонатор можна помістити кювету з газом, що поглинає випромінювання лазера, насичення поглинання призведе до підсилення вихідної потужності у центрі провалу Лемба. Це явище, відкрите Полем Лі та М. Скольниковим, отримало назву зворотного Лембового провалу й знайшло застосування у методах звуження лінії лазерної генерації.